# جام باشگاه‌های جهان ۲۰۱۲
جام باشگاه‌های جهان ۲۰۱۲ (با نام رسمی جام باشگاه‌های جهان ژاپن ۲۰۱۲ ارائه شده توسط تویوتا) یک تورنمنت فوتبال بود که از ۶ تا ۱۶ دسامبر ۲۰۱۲ در ژاپن برگزار شد. این نهمین دوره جام باشگاه‌های جهان بود، مسابقاتی که فیفا بین برندگان شش کنفدراسیون قاره‌ای و همچنین قهرمان لیگ کشور میزبان سازماندهی شده بود.
بارسلونا، مدافع عنوان قهرمانی مسابقات نتوانست به مسابقات راه پیدا کند زیرا در مرحله یک‌چهارم نهایی توسط قهرمان لیگ قهرمانان اروپا ۱۲–۲۰۱۱، چلسی انگلیس حذف شد.
کورینتیانس با پیروزی ۱–۰ در نیمه نهایی مقابل الاهلی و سپس شکست دادن چلسی با همان نتیجه در فینال. برای دومین بار عنوان قهرمانی را به دست آورد.

## انتخاب میزبان
کمیته اجرایی فیفا ژاپن را به عنوان میزبان مسابقات ۲۰۱۱ و ۲۰۱۲ در ۲۷ مه ۲۰۰۸ طی نشست خود در سیدنی، استرالیا منصوب کرد.

## تیم‌های حاضر
| تیم                               | کنفدراسیون         | صلاحیت                                | حضور                             |
| ورود در نیمه نهایی                | ورود در نیمه نهایی | ورود در نیمه نهایی                    | ورود در نیمه نهایی               |
| --------------------------------- | ------------------ | ------------------------------------- | -------------------------------- |
| کورینتیانس                        | کونمبول            | قهرمان جام لیبرتادورس ۲۰۱۲            | دومین (قبلی: ۲۰۰۰)               |
| چلسی                              | یوفا               | قهرمان لیگ قهرمانان اروپا ۱۲–۲۰۱۱     | اولین                            |
| ورود در یک‌چهارم نهایی             |                    |                                       |                                  |
| اولسان هیوندای                    | ای‌اف‌سی             | قهرمان لیگ قهرمانان آسیا ۲۰۱۲         | اولین                            |
| الاهلی                            | کاف                | قهرمان لیگ قهرمانان آفریقا ۲۰۱۲       | چهارمین (قبلی: ۲۰۰۵, ۲۰۰۶, ۲۰۰۸) |
| مونتری                            | کونکاکاف           | قهرمان لیگ قهرمانان کونکاکاف ۱۲–۲۰۱۱  | دومین (قبلی: ۲۰۱۱)               |
| ورود در پلی آف برای یک‌چهارم نهایی |                    |                                       |                                  |
| اوکلند سیتی                       | اواف‌سی             | قهرمان لیگ قهرمانان اقیانوسیه ۱۲–۲۰۱۱ | چهارمین (قبلی: ۲۰۰۶, ۲۰۰۹, ۲۰۱۱) |
| سانفریس هیروشیما                  | ای‌اف‌سی (میزبان)    | قهرمان جی‌لیگ ۲۰۱۲                     | اولین                            |

## داوران
فهرست داوران بازی:
| کنفدراسیون | داوران                | کمک داوران                               |
| ---------- | --------------------- | ---------------------------------------- |
| ای‌اف‌سی     | نواف شکرالله          | ابراهیم صالح یاسر تلفت                   |
| ای‌اف‌سی     | علیرضا فغانی (ذخیره)  | حسن کامرانی‌فر (ذخیره) رضا سخندان (ذخیره) |
| کاف        | جمال حیمودی           | عبدالحق ایتشعلی رضوان عشیق               |
| کونکاکاف   | مارکو آنتونیو رودریگز | ماروین تورنتیرا مارکوس کویینترو          |
| کونمبول    | کارلوس ورا            | کریستین لسکانو بیرون رومرو               |
| اواف‌سی     | پیتر اولری            | مارک رول راوینش کومار                    |
| یوفا       | جونیت چاکیر           | بهاءالدین دوران طارق اونگون              |

## بازیکنان
هر تیم اجازه داشت ۲۳ بازیکن را معرفی کند که حداقل سه بازیکن باید دروازه‌بان می‌بودند. فهرست بازیکنان در ۲۹ نوامبر ۲۰۱۲ اعلام شد.

## ورزشگاه‌ها
یوکوهاما و تویوتا ۲ شهری بودند که مسابقات را میزبانی کردند.
| تویوتا                                                          | تویوتایوکوهاما · | یوکوهاما                                                        |
| --------------------------------------------------------------- | ---------------- | --------------------------------------------------------------- |
| ورزشگاه تویوتا                                                  | تویوتایوکوهاما · | ورزشگاه بین‌المللی یوکوهاما                                      |
| ۳۵°۰۵′۰۵″ شمالی ۱۳۷°۱۰′۱۵″ شرقی / ۳۵٫۰۸۴۷۲°شمالی ۱۳۷٫۱۷۰۸۳°شرقی | تویوتایوکوهاما · | ۳۵°۳۰′۳۵″ شمالی ۱۳۹°۳۶′۲۰″ شرقی / ۳۵٫۵۰۹۷۲°شمالی ۱۳۹٫۶۰۵۵۶°شرقی |
| گنجایش: ۴۵,۰۰۰                                                  | تویوتایوکوهاما · | گنجایش: ۷۲,۳۲۷                                                  |
|                                                                 | تویوتایوکوهاما · |                                                                 |

## فناوری خط دروازه
جام باشگاه‌های جهان ۲۰۱۲ اولین تورنمنت فیفا بود که از فناوری خط دروازه پس از تأیید آن توسط هیئت بین‌المللی فوتبال (IFAB) در ژوئیه ۲۰۱۲ استفاده کرد. دو سیستم مورد تأیید فیفا، گل‌رف (نصب شده در یوکوهاما) و چشم-عقاب (نصب شده در تویوتا)، در دو ورزشگاه مورد استفاده قرار گرفت.

## مسابقات
قرعه کشی جام باشگاه‌های جهان ۲۰۱۲ در مقر فیفا در زوریخ، سوئیس، در ۲۴ سپتامبر ۲۰۱۲ ساعت ۱۱:۳۰ سی‌ای‌اس‌تی (یوتی‌سی ۲:۰۰+) برگزار شد. قرعه کشی موقعیت‌های موجود در پرانتز را برای سه نماینده‌ای که وارد مرحله یک‌چهارم نهایی شدند (ای‌اف‌سی/کاف/کونکاکاف) تعیین کرد.
اگر یک مسابقه بعد از زمان عادی بازی مساوی می‌شد:
- برای مسابقات حذفی وقت اضافه انجام می‌شد. اگر بعد از وقت اضافه باز هم مساوی بود، ضربات پنالتی برای تعیین برنده انجام می‌شد.
- برای مسابقه مقام سوم و پنجم وقت اضافه انجام نمی‌شد و برای تعیین برنده، ضربات پنالتی انجام می‌شد.

|  | پلی آف               | پلی آف             |                      |                | یک‌چهارم نهایی     | یک‌چهارم نهایی     |         |         | نیمه نهایی | نیمه نهایی |  |  | فینال                | فینال                |
|  | ۶ دسامبر – یوکوهاما  |                    |                      |                |                   |                   |         |         |            |            |  |  |                      |                      |
|  | سانفریس هیروشیما     | ۱                  |                      |                | ۹ دسامبر – تویوتا | ۹ دسامبر – تویوتا |         |         |            |            |  |  |                      |                      |
|  | سانفریس هیروشیما     | ۱                  |                      |                | ۹ دسامبر – تویوتا | ۹ دسامبر – تویوتا |         |         |            |            |  |  |                      |                      |
|  | اوکلند سیتی          | ۰                  |                      |                | سانفریس هیروشیما  | ۱                 |         |         |            |            |  |  |                      |                      |
|  | اوکلند سیتی          | ۰                  | ۱۲ دسامبر – تویوتا   |                | سانفریس هیروشیما  | ۱                 |         |         |            |            |  |  |                      |                      |
|  |                      |                    |                      |                | الاهلی            | ۲                 |         |         |            |            |  |  |                      |                      |
|  | الاهلی               | ۰                  |                      |                | الاهلی            | ۲                 |         |         |            |            |  |  |                      |                      |
|  | الاهلی               | ۰                  |                      |                |                   |                   |         |         |            |            |  |  |                      |                      |
|  |                      |                    | کورینتیانس           | ۱              |                   |                   |         |         |            |            |  |  |                      |                      |
|  |                      |                    | کورینتیانس           | ۱              |                   |                   |         |         |            |            |  |  |                      |                      |
|  |                      |                    | ۱۶ دسامبر – یوکوهاما |                |                   |                   |         |         |            |            |  |  |                      |                      |
|  |                      |                    |                      |                |                   |                   |         |         |            |            |  |  |                      |                      |
|  | کورینتیانس           | ۱                  |                      |                |                   |                   |         |         |            |            |  |  |                      |                      |
|  | کورینتیانس           | ۱                  | ۹ دسامبر – تویوتا    |                |                   |                   |         |         |            |            |  |  |                      |                      |
|  |                      | چلسی               | ۰                    |                |                   |                   |         |         |            |            |  |  |                      |                      |
|  |                      |                    | ۰                    | اولسان هیوندای | ۱                 |                   |         |         |            |            |  |  |                      |                      |
|  | ۱۳ دسامبر – یوکوهاما |                    |                      | اولسان هیوندای | ۱                 |                   |         |         |            |            |  |  |                      |                      |
|  |                      | مونتری             | ۳                    |                |                   |                   |         |         |            |            |  |  |                      |                      |
|  | مونتری               | مونتری             | ۳                    | ۱              |                   |                   |         |         |            |            |  |  |                      |                      |
|  | مونتری               | مقام پنجم          | مقام پنجم            | ۱              |                   |                   | رده‌بندی | رده‌بندی |            |            |  |  |                      |                      |
|  |                      | مقام پنجم          | مقام پنجم            |                | چلسی              | ۳                 | رده‌بندی | رده‌بندی |            |            |  |  |                      |                      |
|  | اولسان هیوندای       | ۲                  | الاهلی               | ۰              | چلسی              | ۳                 |         |         |            |            |  |  |                      |                      |
|  | اولسان هیوندای       | ۲                  | الاهلی               | ۰              |                   |                   |         |         |            |            |  |  |                      |                      |
|  | سانفریس هیروشیما     | ۳                  | مونتری               | ۲              |                   |                   |         |         |            |            |  |  |                      |                      |
|  | سانفریس هیروشیما     | ۳                  | مونتری               | ۲              |                   |                   |         |         |            |            |  |  |                      |                      |
|  | ۱۲ دسامبر – تویوتا   | ۱۲ دسامبر – تویوتا |                      |                |                   |                   |         |         |            |            |  |  | ۱۶ دسامبر – یوکوهاما | ۱۶ دسامبر – یوکوهاما |

تمامی زمان‌ها زمان استاندارد ژاپن (یوتی‌سی ۹:۰۰+) هستند.

### پلی آف برای یک‌چهارم نهایی
| سانفریس هیروشیما | ۱–۰   | اوکلند سیتی |
| ---------------- | ----- | ----------- |
| آئویاما ۶۶'      | گزارش |             |

قبل از مسابقه به یاد ریچارد نیوونهویزن، کمک‌داور هلندی که در پی یک حادثه خشونت آمیز در رقابت‌های جوانان چهار روز قبل از مسابقه درگذشت، یک دقیقه سکوت برگزار شد.

### یک‌چهارم نهایی
| اولسان هیوندای | ۱–۳   | مونتری                      |
| -------------- | ----- | --------------------------- |
| لی کیون-هو ۸۸' | گزارش | کورونا ۹' · دلگادو ۷۷'، ۸۴' |

| سانفریس هیروشیما | ۱–۲   | الاهلی                   |
| ---------------- | ----- | ------------------------ |
| ساتو ۳۲'         | گزارش | حمدی ۱۵' · ابو تریکه ۵۷' |

### مسابقه مقام پنجم
| اولسان هیوندای                          | ۲–۳   | سانفریس هیروشیما             |
| --------------------------------------- | ----- | ---------------------------- |
| میزوموتو ۱۷' (گل‌به‌خودی) · لی یونگ ۹۰+۵' | گزارش | یاماگیشی ۳۵' · ساتو ۵۶'، ۷۲' |

### نیمه نهایی
| الاهلی | ۰–۱   | کورینتیانس |
| ------ | ----- | ---------- |
|        | گزارش | گررو ۳۰'   |

| مونتری          | ۱–۳   | چلسی                                      |
| --------------- | ----- | ----------------------------------------- |
| ده نیگریس ۹۰+۱' | گزارش | ماتا ۱۷' · تورس ۴۶' · چاوز ۴۸' (گل‌به‌خودی) |

### رده بندی
| الاهلی | ۰–۲   | مونتری                 |
| ------ | ----- | ---------------------- |
|        | گزارش | کورونا ۳' · دلگادو ۶۶' |

### فینال
| کورینتیانس | ۱–۰   | چلسی |
| ---------- | ----- | ---- |
| گررو ۶۹'   | گزارش |      |

## قهرمان
| قهرمان جام باشگاه‌های جهان ۲۰۱۲ |
| ------------------------------ |
| کورینتیانس                     |
| دومین قهرمانی                  |

## گلزنان
| رتبه | بازیکن           | تیم              | گل‌ها |
| ---- | ---------------- | ---------------- | ---- |
| ۱    | سزار دلگادو      | مونتری           | ۳    |
| ۱    | هیساتو ساتو      | سانفریس هیروشیما | ۳    |
| ۳    | پائولو گررو      | کورینتیانس       | ۲    |
| ۳    | خسوس کورونا      | مونتری           | ۲    |
| ۵    | محمد ابو تریکه   | الاهلی           | ۱    |
| ۵    | السید حمدی       | الاهلی           | ۱    |
| ۵    | خوان ماتا        | چلسی             | ۱    |
| ۵    | فرناندو تورس     | چلسی             | ۱    |
| ۵    | آلدو ده نیگریس   | مونتری           | ۱    |
| ۵    | توشیهیرو آئویاما | سانفریس هیروشیما | ۱    |
| ۵    | ساتورو یاماگیشی  | سانفریس هیروشیما | ۱    |
| ۵    | لی کیون-هو       | اولسان هیوندای   | ۱    |
| ۵    | لی یونگ          | اولسان هیوندای   | ۱    |

۱ گل به خودی
- داروین چاوز (از مونتری, در مقابل چلسی)
- هیروکی میزوموتو (سانفریس هیروشیما, در مقابل اولسان هیوندای)

## جوایز
| توپ طلای آدیداس جایزه تویوتا | توپ نقره آدیداس    | توپ برنز آدیداس          |
| ---------------------------- | ------------------ | ------------------------ |
| کاسیو (کورینتیانس)           | داوید لوییس (چلسی) | پائولو گررو (کورینتیانس) |
| جایزه بازی جوانمردانه        |                    |                          |
| مونتری                       |                    |                          |